# Mallos pallidus
Mallos pallidus là một loài nhện trong họ Dictynidae.
Loài này thuộc chi Mallos. Mallos pallidus được Richard C. Banks miêu tả năm 1904.